# Litijum-vazdušna baterija
Litijum-vazdušna baterija (Li–vazduh) je metal-vazdušna elektrohemijska ćelija ili hemija baterije koja koristi oksidaciju litijuma na anodi i redukciju kiseonika na katodi da bi se izazvao strujni tok.
Uparivanje litijuma i ambijentalnog kiseonika teoretski može dovesti do elektrohemijskih ćelija sa najvećom mogućom specifičnom energijom. Teorijska specifična energija bezvodne Li-vazduh baterije, u napunjenom stanju sa Li2O2 proizvodom i isključujući masu kiseonika, iznosi ~40,1 MJ/kg = 11,14 kWh/kg litijuma. Ovo je uporedivo sa teorijskom specifičnom energijom benzina, ~46,8 MJ/kg. U praksi su demonstrirane Li-vazdušne baterije sa specifičnom energijom od ~6,12 MJ/kg = 1,7 kWh/kg litijuma na nivou ćelije. Ovo je oko 5 puta veće nego kod komercijalne litijum-jonske baterije i dovoljno je za pokretanje električnog vozila od 2.000 kg na oko 500 km sa jednim punjenjem koristeći 60 kg litijuma (tj. 20,4 kWh/100 km). Međutim, praktična snaga i životni vek Li-vazdušnih baterija zahtevaju značajna poboljšanja pre nego što nađu tržišnu nišu.
Potreban je značajan napredak u oblasti elektrolita da bi se razvila komercijalna primena. Razmatraju se četiri pristupa: aprotični, vodeni, čvrsti i mešani vodeno-aprotični.
Glavni pokretač tržišta za baterije je automobilski sektor. Gustina energije benzina je približno 13 kW·h/kg, što odgovara 1,7 kW·h/kg energije koja se obezbeđuje točkovima nakon gubitaka. Teoretski, litijum–vazduh može postići 12 kW·h/kg (43,2 MJ/kg) ne računajući masu kiseonika. Uzimajući u obzir težinu pune baterije (kućište, vazdušni kanali, litijumski supstrat), dok je sam litijum veoma lagan, gustina energije je znatno niža.

## Literatura
- Balaish, Moran; Kraytsberg, Alexander; Ein-Eli, Yair (2014). „A critical review on lithium–air battery electrolytes”. Physical Chemistry Chemical Physics. 16 (7): 2801. doi:10.1039/C3CP54165G.
- Imanishi, Nobuyuki; Matsui, Masaki; Takeda, Yasuo; Yamamoto, Osamu (2014). „Lithium Ion Conducting Solid Electrolytes for Aqueous Lithium-air Batteries”. Electrochemistry. 82 (11): 938—945. doi:10.5796/electrochemistry.82.938 .
- Liu, Bin; Xu, Wu; Yan, Pengfei; Sun, Xiuliang; Bowden, Mark E.; Read, Jeffrey; Qian, Jiangfeng; Mei, Donghai; Wang, Chong‐Min; Zhang, Ji‐Guang (јануар 2016). „Enhanced Cycling Stability of Rechargeable Li–O 2 Batteries Using High‐Concentration Electrolytes”. Advanced Functional Materials. 26 (4): 605—613. doi:10.1002/adfm.201503697 .
- Lu, Jun; Amine, Khalil (18. 11. 2013). „Recent Research Progress on Non-aqueous Lithium-Air Batteries from Argonne National Laboratory”. Energies. 6 (11): 6016—6044. doi:10.3390/en6116016 .
- Lu, Jun; Jung Lee, Yun; Luo, Xiangyi; Chun Lau, Kah; Asadi, Mohammad; Wang, Hsien-Hau; Brombosz, Scott; Wen, Jianguo; Zhai, Dengyun; Chen, Zonghai; Miller, Dean J.; Sub Jeong, Yo; Park, Jin-Bum; Zak Fang, Zhigang; Kumar, Bijandra; Salehi-Khojin, Amin; Sun, Yang-Kook; Curtiss, Larry A.; Amine, Khalil (јануар 2016). „A lithium–oxygen battery based on lithium superoxide”. Nature. 529 (7586): 377—382. doi:10.1038/nature16484.
- Lu, Yi-Chun; Xu, Zhichuan; Gasteiger, Hubert A.; Chen, Shuo; Hamad-Schifferli, Kimberly; Shao-Horn, Yang (8. 9. 2010). „Platinum−Gold Nanoparticles: A Highly Active Bifunctional Electrocatalyst for Rechargeable Lithium−Air Batteries”. Journal of the American Chemical Society. 132 (35): 12170—12171. doi:10.1021/ja1036572. hdl:1721.1/65124 .
- McCloskey, Bryan D.; Burke, Colin M.; Nichols, Jessica E.; Renfrew, Sara E. (2015). „Mechanistic insights for the development of Li–O 2 battery materials: addressing Li 2 O 2 conductivity limitations and electrolyte and cathode instabilities”. Chemical Communications. 51 (64): 12701—12715. doi:10.1039/C5CC04620C.
- Shi, L.; Xu, A.; Zhao, T. S. (2015). „Formation of Li 3 O 4 nano particles in the discharge products of non-aqueous lithium–oxygen batteries leads to lower charge overvoltage”. Physical Chemistry Chemical Physics. 17 (44): 29859—29866. doi:10.1039/c5cp03886c.
- Visco, S. J.; Nimon, E.; Katz, B.; Jonghe, L. C. D.; Chu, M. Y. (2004). Abstract No. 53. The 12th International Meeting on Lithium Batteries Abstracts. Nara, Japan.
- Zhai, Dengyun; Lau, Kah Chun; Wang, Hsien-Hau; Wen, Jianguo; Miller, Dean J.; Lu, Jun; Kang, Feiyu; Li, Baohua; Yang, Wenge; Gao, Jing; Indacochea, Ernesto; Curtiss, Larry A.; Amine, Khalil (11. 2. 2015). „Interfacial Effects on Lithium Superoxide Disproportionation in Li-O 2 Batteries”. Nano Letters. 15 (2): 1041—1046. doi:10.1021/nl503943z.

## Spoljašnje veze
- Argonne opens chapter in battery research – lithium air
- Argonne advanced battery research driving to displace gasoline
- The IBM Battery 500 Project
- PolyPlus battery company
- Lithion, Inc. Lithium–air battery design Архивирано на веб-сајту  (14. март 2012)
- Chemists make breakthrough on road to creating a rechargeable lithium–oxygen battery, University of Waterloo
- A quasi-solid-state rechargeable lithium–oxygen battery based on a gel polymer electrolyte with an ionic liquid.